# Valerije Valens
Aurelije Valerije Valens (lat: Aurelius Valerius Valens) (umro 317. godine) bio je rimski car, kao Licinijev suvladar, u kratkom vremenskom razdoblju krajem 316. i početkom 317. godine. Pogubljen je vjerojatno po naređenju Konstantina Velikog nešto prije 1. ožujka 317. godine.
O Valeriju Valensu znamo samo da je bio zapovjednik dačke granice (dux limitis) tj. podunavskih odreda u današnjoj sjeveroistočnoj Srbiji i sjeverozapadnoj Bugarskoj. Nakon teške i neodlučne bitke kod Cibale 8. listopada 316. godine, Licinije je pokušao da organiziraa odbranu Trakije od nastupajuće vojske Konstantina I. Da bi obezbjedio podršku lokalnih trupa, Licinije je u Serdiki (današnjoj Sofiji) proglasio tamošnjeg zapovjednika Valerija Valensa za svog suvladara. Izvori (Epitome Aurelija Viktora, Origo Constantini Imperatoris, Zosim...) bilježe da je Valerije Valens nosio titulu cezara, ali nalazi rimskog novca potvrđuju da je u stvari bio august, tj. da je po rangu bio ravnopravan Liciniju. Međutim, izbor suvladara nije doveo do promjene na bolje Licinijeve ratne sreće. Konstantin je odnio ubjedljivu pobjedu nedaleko od Jedrena, ali je ipak morao da pristane na pregovore pošto su se Licinije i Valens sklonili u Staru Zagoru. Licinije je uspio da zadrži kontrolu nad Trakijom, ali je svog suvladara Valerija Valensa likvidirao, vjerojatno na Konstantinov zahtjev. Točan datum Valensove smrti nije poznat, ali je ubijen svakako prije 1. ožujka 317. godine, kada su Konstantin i Licinije sklopili mir u Serdiki. 